# Plimsoll-sko
Plimsoll-sko eller Plimsolls er en idræts- og fritidssko, sædvanligvis med en overside af kanvas samt gummisål, som er vulkaniseret til kanvas-overdelen.
Skoen har blandt andet været anvendt som gymnastik-, basketball-, tennis-, modesko etc.
Et af de mest kendte mærker på skoen er Converse All Stars.
Oprindelsen stammer formodentlig  fra en badesko udviklet i 1830'erne af Liverpool Rubber Company, nuværende Dunlop.